# Трентски събор
Трентският събор е вселенски събор на Римокатолическата църква, продължил с прекъсвания от 13 декември 1545 до 4 декември 1563 и организиран като реакция на Реформацията. Провежда се в град Тренто, днес в италианската част на Тирол, под председателството на трима поредни папи: Павел III, Юлий III и Пий IV. Съборът поставя основите на Контрареформацията.
От доктринална гледна точка Трентският събор е най-важният в историята на Римокатолическата църква, като разграничава ясно религиозната теория и практика на католицизма от тези на протестантството. Съборът ясно формулира католическите доктрини за спасението, тайнствата и библейския канон и стандартизира богослужението в цялата църква, забранявайки местните вариации. Той засилва централизма в църквата и властта на епископите, подчинени единствено на папата. Съборът също подчертава нуждата от засилена религиозна и етична просвета в противовес на протестантската пропаганда.
Трентският събор уточнява църковната доктрина за богоубийството, измествайки нейния фокус от преобладаващата през Средновековието антисемитска интерпретация към разглеждането му като ежедневно действие, извършвано от християните, които вярват в Христос, но въпреки това извършват грехове.